# Cumbrenanus panamus
Cumbrenanus panamus är en insektsart som beskrevs av Delong och Paul S. Cwikla 1984. Cumbrenanus panamus ingår i släktet Cumbrenanus och familjen dvärgstritar. Inga underarter finns listade i Catalogue of Life.